# Puchar Pięciu Narodów 1921
Puchar Pięciu Narodów 1921 – siódma edycja Pucharu Pięciu Narodów, corocznego turnieju w rugby union rozgrywanego pomiędzy pięcioma najlepszymi zespołami narodowymi półkuli północnej, która odbyła się pomiędzy 15 stycznia a 9 kwietnia 1921 roku. Wliczając turnieje w poprzedniej formie, od czasów Home Nations Championship, była to trzydziesta czwarta edycja tych zawodów. W turnieju zwyciężyła Anglia, która pokonała wszystkich rywali i tym samym zdobyła Triple Crown oraz Wielkiego Szlema.
Zgodnie z ówczesnymi zasadami punktowania dropgol był warty cztery punkty, podwyższenie dwa, natomiast przyłożenie i pozostałe kopy trzy punkty.

## Mecze
| 15 stycznia 1921 | Anglia                                                                 | 18:3(12:0) | Walia      | Twickenham Stadium, Londyn Sędzia: J. Sturrock |
| 15 stycznia 1921 | Kershaw 3 (P) Lowe 3 (P) Smallwood 6 (2P) Hammett 2 (pd) Davies 4 (dg) | 18:3(12:0) | Ring 3 (P) | Twickenham Stadium, Londyn Sędzia: J. Sturrock |

| 22 stycznia 1921 | Szkocja      | 0:3(0:3) | Francja | Inverleith, Edynburg Widzów: 40 000 Sędzia: William Hinton |
| 22 stycznia 1921 | Billac 3 (P) | 0:3(0:3) |         | Inverleith, Edynburg Widzów: 40 000 Sędzia: William Hinton |

| 5 lutego 1921 | Walia           | 8:14(0:11) | Szkocja                                                    | St. Helens Ground, Swansea Widzów: 50 000 Sędzia: James Baxter |
| 5 lutego 1921 | Jenkins 8 (2dg) | 8:14(0:11) | Buchanan 3 (P) Sloan 3 (P) Thomson 3 (P) Maxwell 5 (pd, K) | St. Helens Ground, Swansea Widzów: 50 000 Sędzia: James Baxter |

| 12 lutego 1921 | Anglia                                                       | 15:0(3:0) | Irlandia | Twickenham Stadium, Londyn Widzów: 27 500 Sędzia: T. Schofield |
| 12 lutego 1921 | Blakiston 3 (P) Brown 3 (P) Lowe 7 (P, dg) Cumberlege 2 (pd) | 15:0(3:0) |          | Twickenham Stadium, Londyn Widzów: 27 500 Sędzia: T. Schofield |

| 26 lutego 1921 | Irlandia                                       | 9:8(3:8) | Szkocja                               | Lansdowne Road, Dublin Sędzia: James Baxter |
| 26 lutego 1921 | Cunningham 3 (P) Cussen 3 (P) Stephenson 3 (P) | 9:8(3:8) | Hume 3 (P) Sloan 3 (P) Maxwell 2 (pd) | Lansdowne Road, Dublin Sędzia: James Baxter |

| 26 lutego 1921 | Walia                                      | 12:4(12:0) | Francja         | Cardiff Arms Park, Cardiff Widzów: 50 000 Sędzia: Percy Royds |
| 26 lutego 1921 | Hodder 3 (P) Williams 3 (P) Jenkins 6 (2K) | 12:4(12:0) | Lasserre 4 (dg) | Cardiff Arms Park, Cardiff Widzów: 50 000 Sędzia: Percy Royds |

| 12 marca 1921 | Irlandia                   | 0:6 | Walia | Balmoral Showgrounds, Belfast Sędzia: James Tennent |
| 12 marca 1921 | Thomas 3 (P) Johnson 3 (K) | 0:6 |       | Balmoral Showgrounds, Belfast Sędzia: James Tennent |

| 19 marca 1921 | Szkocja                                                          | 0:18(0:8) | Anglia | Inverleith, Edynburg Sędzia: Sam Crawford |
| 19 marca 1921 | Brown 3 (P) Edwards 3 (P) King 3 (P) Woods 3 (P) Hammett 6 (3pd) | 0:18(0:8) |        | Inverleith, Edynburg Sędzia: Sam Crawford |

| 28 marca 1921 | Francja       | 6:10(3:10) | Anglia                                     | Stade Olympique Yves-du-Manoir, Colombes Widzów: 35 000 Sędzia: J. Sturrock |
| 28 marca 1921 | Crabos 6 (2K) | 6:10(3:10) | Blakiston 3 (P) Lowe 3 (P) Hammett 4 (2pd) | Stade Olympique Yves-du-Manoir, Colombes Widzów: 35 000 Sędzia: J. Sturrock |

| 9 kwietnia 1921 | Francja                                                          | 20:10(5:5) | Irlandia                     | Stade Olympique Yves-du-Manoir, Colombes Widzów: 35 000 Sędzia: J. Cunningham |
| 9 kwietnia 1921 | Boubee 3 (P) Cassayet-Armagnac 3 (P) Piteu 6 (2P) Crabos 8 (4pd) | 20:10(5:5) | Stokes 6 (2P) Wallis 4 (2pd) | Stade Olympique Yves-du-Manoir, Colombes Widzów: 35 000 Sędzia: J. Cunningham |

## Inne nagrody
- Wielki Szlem –  Anglia (po pokonaniu wszystkich rywali)
- Triple Crown –  Anglia (po pokonaniu wszystkich rywali z Wysp Brytyjskich)
- Calcutta Cup –  Anglia (po zwycięstwie nad Szkocją)